# Madonna Harris
Madonna Harris, MBE, anteriormente Madonna Gilchrist (nascida em 15 de agosto de 1966), é uma multi-esportista neozelandesa que competiu representando Nova Zelândia nos Jogos Olímpicos de 1988 (Verão e Inverno).